# Horehronie
Cet article concerne la région touristique. Pour la chanson de l'Eurovision, voir Horehronie (chanson).

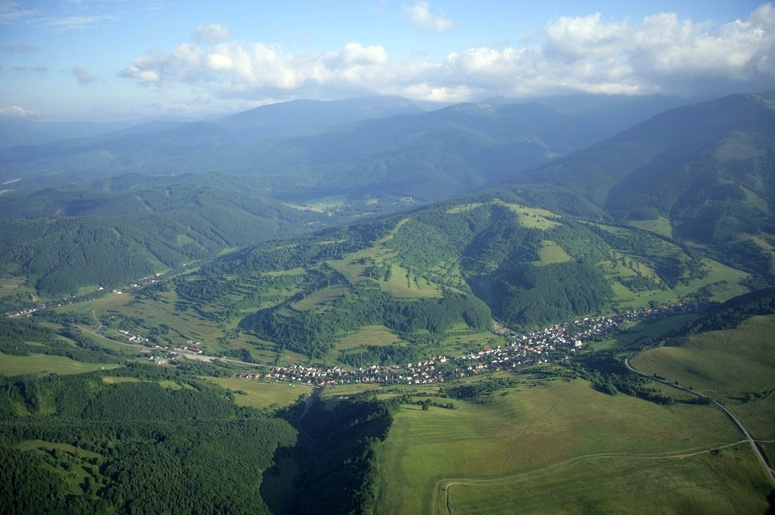
Vue aérienne de la Horehronie et du village Mýto pod Ďumbierom.

La Horehronie ou Horné Pohronie (« Haut-Hron ») est une région touristique de la Slovaquie, située autour de la rivière du Hron et les Basses Tatras environnantes, dans les districts de Banská Bystrica et de Brezno.
La cabane de Chamkova est un des sites remarquables de la région ; sa restauration a fait l'objet d'un financement participatif en 2020.